# Новицький Станіслав Сергійович
Станіслав Сергійович Новицький (27 грудня 2000),і виріс в селі Павлівка (Туманове) Фрунзівського,нині Роздільнянського району Одеської області, Україна) — відомий український поет, літературний критик, перекладач, публіцист  громадський діяч. Член Асоціації Українських письменників (2018), член правління Товариства письменників і журналістів імені І. Франка (2022), Національної спілки журналістів України (2023), Всеукраїнського товариства «Просвіта» імені Тараса Шевченка. Засновник і головний редактор літературно-мистецького альманаху «Сівач» та «Євшан».
Лауреат літературних премій імені Михайла Коцюбинського, імені Павла Тичини,  імені Пантелеймона Куліша (2020), імені Леоніда Народового (2022), імені Леоніда Глібова, імені Олеся Гончара, Літературної премії «Князь роси» імені Тараса Мельничука (2024), премії імені Юрія Тітова, Львівської обласної премії імені Катерини Мандрик-Куйбіди, Всеукраїнської премії імені Івана Багряного (2024), Літературної премії імені Марка Вовчка, Вінницької обласної премії імені Володимира Забаштанського.

## Життєпис
Народився 27 грудня 2000 року. Переїхав до Кропивницького у 2010 році, а з 2023 по 2025 рік мешкав у Вінниці. Закінчив Кропивницьке вище професійне училище імені Миколи Федоровського. Нині на військовій службі.

## Творчість
Станіслав Новицький почав писати ще 2012 року.  Активно друкувався з 2014 року, його вірші активно друкувались з 2014 в обласних газетах: «Наше місто», «Народне слово», «Перша міська газета», «Вечірня газета».Друкувався в періодичних виданнях;  «Літературний Чернігів», «Дзвін», «Буковинський журнал», «Німчич», «Дукля», «Літературний провулок», «Степ», «Київ», «Всесвіт», «Березіль», «Вежа», «Вітрила», «Сівач», «Олександрійський маяк», «Дніпро», «Наука і суспільство», «Вінницький край», «Слово», «Степовий шлях», «Дніпро», «Гражда», «Грім», «Світання слова», «Літературна Україна», «Українська літературна газета», «Слово Просвіти», «Буковина», «Євшан», «Просто на Покрову», «Курінь», «Південний Буг», «Золота Пектораль», «Олександрійські дзвони». Тексти друкувалися в багатьох антологіях і літературних збірниках.
Окрім періодики, Станіслав став співавтором кількох поетичних антологій. Його тексти вмістили «Антологія сучасної української літератури», «Антологія молодої української поезії», «Invasion», «Досвід війни: українські голоси», двомовна антологія української поезії спротиву «Поетична вАрта» (2024).
Окремі тексти молодого поета перекладені польською, білоруською, англійською та французькою мовами. Так, поет і літературознавець Тадей Карабович переклав польською мовою вибрані поезії для збірки «Небесна глина», котра вийшла 2024 року в рамках польсько-українського видавничого проекту.
Видані збірки Станіслава Новицького отримали багато схвальних відгуків від відомих літераторів і критиків, зокрема Тадея Карабовича, Антоніни Корінь, Василя Бондаря та письменника-земляка Віктора Терена, а також Віктора Крупки, Василя Голобородька, Павла Мовчана, Дмитра Дроздовського, Ірини Зелененької,  Євгена Барана, Тетяни Яковенко та багатьох літературознавців та критиків.
Поезія Станіслава Новицького — це переважно філософська та інтимна лірика. Зустрічаються громадянські та пейзажні мотиви. Поет з дитинства увібрав у душу велич рідної природи, тому часто звертається у творчості до опису рідних місць, продовжуючи традицію так званої «степової романтики» в українській літературі, започаткованої й розвинутої Тарасом Шевченком, Амвросієм Метлинським, Євгеном Маланюком, Віктором Близнецем та іншими класиками. Пише верлібрами, рідше звертається до традиційних римованих катренів.
В основу поезій Станіслава Новицького лягають здебільшого власні переживання та емоційний досвід. Його вірші глибоко рефлексійні: занурючись у власне переживання дійсності, поет створює через лірику власний міфопоетичний простір. Глибокі сакральні образи (небо, сонце, дорога) набувають виразно авторської семантики, зазнають філософського осмислення і відображають ліричний автопортрет автора. Наприклад, у вірші «Треба напитись мовчання…» зі збірки «Крони дерев холодні» бачимо вітаїстичний заклик «напитись дощу для неба і сонця» — отже, ці образи стають для ліричного героя дороговказами, сенсами духовного буття. У поезії «Хочу напитись води з криниці» архетипний образ криниці переосмислюється як образ пам'яті, на глибокому дні якої тече вода споминів. Така епічна заглибленість у зміст кожного образу, міфічність, наскрізна асоціативність стали виразними рисами лірики Станіслава Новицького. Відтак його твори нелегко сприймати — як за складом, так і за змістом. Можна впевнено сказати, що поет претендує на місце в елітарній українській поезії (на це звернув увагу критик Володимир Яремчук).

### Премії та відзнаки
Лауреат літературно - мистецької премії імені Пантелеймона Куліша. Лауреат літературної премії імені Павла Тичини. Лауреат літературної премії імені Михайла Коцюбинського. Лауреат міжнародної літературної премії імені Олеся Гончара. Лауреат Чернігівської обласної премії імені Леоніда Глібова. Лауреат літературно-мистецької премії імені Марка Вовчка. Лауреат премії імені Миколи Гоголя «Тріумф». Лауреат Всеукраїнської літературної премії імені Івана Багряного. Лауреат Львівської обласної премії імені Катерини Мандрик-Куйбіди. Лауреат Вінницької обласної премії імені Володимира Забаштанського. Лауреат премії Київської організації НСПУ імені Юрія Тітова. Лауреат літературної премії «Князь роси» імені Тараса Мельничука. 
Нагороджений медаллю «За служіння мистецтву» Нагороджений орденом «За розбудову України» в галузі культури. Нагороджений Почесною грамотою Товариства письменників і журналістів імені Івана Франка. Нагороджений подякою Харківської обласної ради.

### Літературна критика
Окрім поезії, Станіслав Новицький також є автором численних літературно-критичних статей. Він співпрацює з газетами «Літературна Україна», «Українська літературна газета», «Народне слово», "Буковинський журнал" та ін.

## Книги
- «Акафіст коня» (2020)
- «Полудень» (2021)
- «Воскресіння віт» (2021)
- «Розуміння простору» (2022)
- «Крони дерев холодні» (2022)
- «Фронтальне скло» (2022)
- «Передмовчання» (2022)
- «Гріх і честь Віктора Погрібного» (2022)
- «Зруб» (білоруською мовою, 2023)
- «Із молитовника осені» (2024)
- «Коріння дощу» (2024)
- «Небесна глина» (польською мовою, м. Люблін, Польща)
- «Кора снігу»
- «За Господнім плечем»
- «Багряні громи Михася Ткача» (літературний нарис)